# SWAAY
Swaay es el extended play debut de la banda estadounidense DNCE. Fue lanzado a través de Republic Records el 23 de octubre de 2015. Consta de cuatro canciones, dos fueron producidas por Mattman & Robin y dos por Ilya Salmanzadeh. El EP fue apoyado por dos sencillos, "Cake by the Ocean" y "Toothbrush".

## Recepción  Crítica
Kyle Anderson de Entertainment Weekly dijo del cantante Joe Jonas en el disco "Todavía es demasiado pronto para saber si Joe puede o no unirse a Nick en el escalón superior, pero el EP debut de su nuevo combo DNCE es un sólido paso en la dirección correcta". También dijo que el grupo "tiene una química ágil y juguetona" en el EP y que "tienen absolutamente las chuletas y los instintos para labrarse un lugar funky y boyante en la radio pop". Richard Baxter de Popology Now describió el sencillo principal "Cake by the Ocean" como "una de las canciones pop más extravagantes del año", pero también afirmó que en comparación con el resto del disco era "sólo un pequeño aperitivo de lo que la banda ha estado trabajando". Concluyó diciendo que "En definitiva, Swaay ofrece lo justo para dejarnos con ganas de más".

## Sencillos
"Cake by the Ocean" se lanzó como sencillo principal del EP el 18 de septiembre de 2015. Alcanzó el número nueve en la lista Billboard Hot 100 en Estados Unidos y se colocó moderadamente en Australia, Canadá y Nueva Zelanda. "Toothbrush" fue lanzado como segundo y último sencillo del EP a contemporary hit radio el 17 de mayo de 2016. 

## Lista de canciones
| SWAAY - EP |                     |                                                                |                        |          |  |
| N.º        | Título              | Escritor(es)                                                   | Productor(es)          | Duración |  |
| 1.         | «Cake by the Ocean» | Joe Jonas, Mattias Larsson, Robin Fredriksson y Justin Tranter | Mattman & Robin        | 3:38     |  |
| 2.         | «Pay my Rent»       | Jonas, Larsson, Fredriksson, Ilya Salmanzadeh y Tranter        | Mattman & Robin e Ilya | 3:13     |  |
| 3.         | «Toothbrush»        | Jonas, James, Alan Ghaleb, Rickard Göransson y Salmanzadeh     | Ilya                   | 3:51     |  |
| 4.         | «Jinx»              | Oscar Görres, Oscar Holter y Tranter                           | OzGo                   | 3:36     |  |
| 14:18      |                     |                                                                |                        |          |  |

## Posicionamiento en listas
| País           | Lista                       | Mejor posición |
| -------------- | --------------------------- | -------------- |
| Canadá         | Canadian Albums (Billboard) | 28             |
| Estados Unidos | US Billboard 200            | 51             |

## Historial de lanzamiento
| Varios       | Fecha                 | Formato                     | Sello discográfico |
| ------------ | --------------------- | --------------------------- | ------------------ |
| Mundialmente | 23 de octubre de 2015 | Descarga digital, streaming | Republic Records   |